# Nuncia tumula
Nuncia tumula är en spindeldjursart som beskrevs av Forster 1954. Nuncia tumula ingår i släktet Nuncia och familjen Triaenonychidae. Inga underarter finns listade i Catalogue of Life.